# A.N.T. Farm
A.N.T. Farm (en Latinoamérica Programa de Talentos y en España A.N.T. Farm: Escuela de Talentos) fue una serie de televisión de Disney Channel que se estrenó el 6 de mayo de 2011 en Estados Unidos como una presentación especial. Su estreno oficial fue el 17 de junio de 2011. El episodio piloto, «TransplANTed» se emitió después del final de la serie de The Suite Life on Deck.  La serie fue creada por Dan Signer, guionista y coproductor ejecutivo de esta y creador de las series de Disney XD. La primera temporada se estrenó durante la presentación de Lemonade Mouth. Tiene lugar en San Francisco y cuenta como protagonista con China Anne McClain como China Parks, una estudiante de escuela intermedia en un programa de talento en su escuela secundaria local llamado programa «Advanced Natural Talents» (o «ANT»). En Hispanoamérica fue pre-estrenada el domingo 21 de agosto de 2011 después del estreno de Phineas and Ferb: A través de la segunda dimensión y su estreno oficial fue el viernes 16 de septiembre de 2011, mientras que en España fue estrenada oficialmente el 11 noviembre de 2011 por Disney Channel y concluyó el 21 de mayo de 2014.
El 30 de noviembre de 2011, A.N.T. Farm fue elegido oficialmente para una segunda temporada, que comenzó a filmarse a principios de febrero y se programó su estreno el 1 de junio de 2012 en el primer episodio como estrella invitada (Zendaya) como Sequoia Jones aparecerá en el primer episodio titulado «Creative consultANT». El 2 de octubre de 2012 se anunció que A.N.T. Farm tendría una tercera temporada, pero sin Carlon Jeffery en el reparto, siendo reemplazado por Aedin Mincks en la intro. Sin embargo, aparece en un solo episodio como invitado especial.
El 26 de diciembre de 2013, McClain anunció vía Twitter que la tercera temporada sería la última de la serie.

## Sinopsis
Gira en torno a China Parks (China Anne McClain), una prodigio musical de 11 años de edad, quien acaba de convertirse en la nueva ANT (Aptitudes Naturales y Talentos) en el A.N.T. programa en la Escuela Superior de Webster en San Francisco (California). En su primer día, conoce a Olive Doyle (Sierra McCormick), una chica que tiene una memoria eidética, y Fletcher Quimby (Jake Short), un genio artístico que cae profundamente enamorado de ella cuando se conocen, que pronto se convierten en sus mejores amigos en la escuela secundaria. Se procederá a ir en múltiples aventuras, usando sus talentos para su propio beneficio.
La más popular de la escuela, Lexi Reed (Stefanie Scott), procede a intimidar a China, pensando en ella como en la competencia. La mejor amiga de Lexi, Paisley (Allie DeBerry) y el amigo de Fletcher, Angus (Aedin Mincks) comparten un papel recurrente en la serie. La tercera temporada tiene lugar en un internado llamado Z-tech, en lugar de la Escuela Superior de Webster. La escuela está dirigida por una gran compañía de tecnología, Z Tech, propiedad de Zoltan Grundy (Dominic Burgess). La serie terminó con Fletcher (Jake Short) ganando una beca de arte en la ciudad de Nueva York y mudándose allí para seguir sus sueños, mientras que los otros A.N.T. se quedan en San Francisco para continuar su educación.

## Producción

### Desarrollo
Disney Channel anunció el 11 de noviembre de 2010 que tenían luz verde para la producción del espectáculo, que comenzó a principios de 2011 El espectáculo fue concedido por primera vez cuando Dan Signer, creador de la serie, vio en China Anne McClain, "La niña tenía tanta confianza, puede hacer una broma, puede cantar, puede tocar los instrumentos es igual que China era una especie de niño prodigio... Y fue entonces cuando me di cuenta: ¿Por qué no construir una exposición en torno a un niño prodigio? Alguien que tiene todas este talento natural y capacidad, pero todavía se ve afectado cuando se la envía a una escuela secundaria a la edad de 11" Dijo Dan Signer en una entrevista.
El 19 de noviembre de 2011, la serie fue renovada para una segunda temporada, el rodaje comenzará a principios de diciembre.

### Reparto
La actriz con el papel de Olive, Sierra McCormick, fue tomada tras una audición en la que continuamente hablaba de los tigres. Dan Signer declaró: "Ella hablaba continuamente sobre los tigres, y pensé: 'Así es como sonaría Olive" porque Olive habla rápido, es inteligente y su talento es la memoria."Jake Short fue el último de los tres personajes principales en ser elegido. Caroline Sunshine fue originalmente elegida para interpretar a Lexi y Stefanie Scott como el papel de Tinka Hessenheffer en Shake It Up!, pero Signer decidió que Sunshine sería mejor que Tinka y Scott como Lexi, por lo que los dos intercambiaron roles. Sunshine, sin embargo, sería la estrella invitada más tarde en el episodio "alguna tarde encandecida".

## Episodios
| Temporada | Temporada | Episodios | Episodios | Emisión original   | Emisión original    |
| Temporada | Temporada | Episodios | Episodios | Primera emisión    | Última emisión      |
| --------- | --------- | --------- | --------- | ------------------ | ------------------- |
|           | 1         | 25        | 25        | 6 de mayo de 2011  | 13 de abril de 2012 |
|           | 2         | 20        | 20        | 1 de junio de 2012 | 26 de abril de 2013 |
|           | 3         | 17        | 17        | 31 de mayo de 2013 | 21 de marzo de 2014 |

## Elenco
| Interpretado por   | Personaje                             | Temporada   | Temporada   | Temporada   |
| Interpretado por   | Personaje                             | 1           | 2           | 3           |
| Principales        | Principales                           | Principales | Principales | Principales |
| ------------------ | ------------------------------------- | ----------- | ----------- | ----------- |
| China Anne McClain | China Parks                           | Principal   | Principal   | Principal   |
| Sierra McCormick   | Olive Doyle                           | Principal   | Principal   | Principal   |
| Jake Short         | Fletcher Quimby                       | Principal   | Principal   | Principal   |
| Stefanie Scott     | Lexi Reed                             | Principal   | Principal   | Principal   |
| Carlon Jeffery     | Cameron Parks                         | Principal   | Principal   | Invitado    |
| Aedin Mincks       | Angus Chestnut                        | Recurrente  | Recurrente  | Principal   |
| Recurrentes        |                                       |             |             |             |
| Allie DeBerry      | Paisley Houndstooth                   | Recurrente  | Recurrente  | Recurrente  |
| Zach Steel         | Gibson                                | Recurrente  | Recurrente  |             |
| Mindy Sterling     | Susan Skidmore                        | Recurrente  | Recurrente  | Invitada    |
| Finesse Mitchell   | Darryl Parks                          | Recurrente  | Recurrente  | Invitado    |
| Elise Neal         | Roxanne Parks                         | Recurrente  |             |             |
| Christian Campos   | Wacky el Lobo                         | Recurrente  | Recurrente  | Invitado    |
| Matt Lowe          | Hippo                                 | Recurrente  | Recurrente  |             |
| Claire Engler      | Violeta                               | Recurrente  | Recurrente  |             |
| Zibby Allen        | Madam Goo Goo                         | Invitada    |             | Invitada    |
| Zibby Allen        | Winter Maddox                         |             |             | Recurrente  |
| Zendaya            | Sequoia                               |             | Invitada    |             |
| Vanessa Morgan     | Vanessa LaFountaine / Jeanne Gossamer |             | Invitada    |             |
| Billy Unger        | Neville                               |             | Invitado    |             |
| Austin North       | Holland                               |             | Invitado    |             |
| Dominic Burgess    | Zoltan Grundy                         |             |             | Recurrente  |
| Piper Curda        | Kennedy Van Buren                     |             |             | Recurrente  |
| Ben Winchell       | Dixon                                 |             |             | Recurrente  |
| Michael Weisman    | Seth                                  |             |             | Invitado    |

### Doblaje
| Personaje                                                                   | Actor Original      | Actor de doblaje (Latinoamérica) | Actor de doblaje (España)             | Temporada |
| --------------------------------------------------------------------------- | ------------------- | -------------------------------- | ------------------------------------- | --------- |
| Chyna Parks                                                                 | China Anne McClain  | Gisela Viviano                   | Tania Ugía                            | 1ª-3ª     |
| Olive Doyle                                                                 | Sierra McCormick    | Pilu Espinosa                    | Anahí De La Fuente                    | 1ª-3ª     |
| Fletcher Quimby                                                             | Jake Short          | Pedro Colavino Grafhó            | Blanca Rada                           | 1ª-3ª     |
| Lexi Reed                                                                   | Stefanie Scott      | Daiana Vecchio                   | Celia De Diego                        | 1ª-3ª     |
| Cameron Parks                                                               | Carlon Jeffery      | Demián Velazco Rochwerger        | Sergio Sánchez Quiñones               | 1ª-3ª     |
| Angus Chestnut                                                              | Aedin Mincks        | Alessio Bucci                    | Iván Sánchez                          | 1ª-3ª     |
| Créditos técnicos                                                           |                     |                                  |                                       |           |
| Estudio de doblaje                                                          | Estudio de doblaje  | Media Pro Com, Argentina         | SOUNDUB (Madrid, Barcelona, Santiago) |           |
| Director de doblaje                                                         | Director de doblaje | Luis Otero                       | Roberto Cuenca Rodríguez Jr.          |           |
| Traductor                                                                   | Traductor           | Sandra Brizuela                  | Oscar López                           |           |
| Adaptador                                                                   | Adaptador           | Sandra Brizuela                  | Roberto Cuenca Rodríguez Jr.          |           |
| Doblaje al español producido por Disney Character Voices International Inc. |                     |                                  |                                       |           |

## Banda sonora
A.N.T. Farm Soundtrack es la banda sonora de la serie de televisión de Disney Channel, A.N.T. Farm. Fue lanzada el 11 de octubre de 2011. Además de las canciones de China Anne McClain y miembros del elenco Stefanie Scott y Carlon Jeffery, que cuenta con dos canciones de China y sus hermanas como The McClain Sisters que condujo a su álbum de debut en la Hollywood Records en 2012. De esta banda sonora se han publicado dos sencillos. El primero que se publicara fue "Dynamite". El segundo que  fue "Calling All the Monsters". La canción fue el primer sencillo de trazar, con un pico en el número 86 en Estados Unidos y la cartografía en 2 países más. El tercer sencillo que se publicó fue "Unstoppable".

## Lanzamiento

### Índices de audiencia
El preestreno de la serie ganó 4,4 millones de espectadores en su noche de estreno, clasificada como n.º 1 serie de televisión emitida al día total entre los preadolescentes  y adolescentes 9-14 (441.000/1,8 índice de audiencia) y también fue N.º 1 serie de televisión entre los niños Telecast 6-11 (544.000/2.2 índice de audiencia). Su estreno entró en el final de la serie de The Suite Life on Deck, consiguió 4,6 millones.
El episodio de "The PhANTom Locker", es actualmente el episodio más visto de la serie, anotando 4,6 millones de espectadores. Lo hizo mejor que su estreno rivslizando con Wizards of Waverly Place, que tiene 4 millones de espectadores. El episodio de Las "experiANTcias en Nueva York" , es actualmente el episodio menos visto de la serie, solo registró 1,9 millones de espectadores, que además es el final de la tercera y última temporada.

## Premios y Nominaciones
| Año  | Premio                                 | Categoría                                             | Nominado                         | Resultado |
| ---- | -------------------------------------- | ----------------------------------------------------- | -------------------------------- | --------- |
| 2011 | J-14's Teen Icon Awards                | Icono del mañana                                      | China Anne McClain - A.N.T. Farm | Nominada  |
| 2012 | Nickelodeon Kids' Choice Awards        | Actor Favorito de TV                                  | Jake Short                       | Ganador   |
| 2012 | NAACP Image Awards                     | Rendimiento excepcional en un programa infantojuvenil | China Anne McClain               | Nominada  |
| 2012 | Young Artist Award                     | Mejor Actuación en una serie de televisión            | Stefanie Scott                   | Ganador   |
| 2013 | Young Artist Award                     | Rendimiento excepcional en un programa infantojuvenil | A.N.T. Farm                      | Nominada  |
| 2013 | Young Artist Award                     | Mejor Actuación en una serie de televisión            | Francesca Capaldi                | Nominado  |
| 2013 | Young Artist Award                     | Mejor Actuación en una serie de televisión            | Alexandria Deberry               | Nominado  |
| 2014 | Nickelodeon's Kids' Choice Awards 2014 | Actor Favorito de TV                                  | Jake Short                       | Nominado  |
| 2014 | NAACP Image Awards                     | Mejor Actuación en una serie de televisión            | China Anne McClain               | Ganadora  |
| 2014 | NAACP Image Awards                     | Rendimiento excepcional en un programa infantojuvenil | China Anne McClain               | Ganadora  |